# Comand

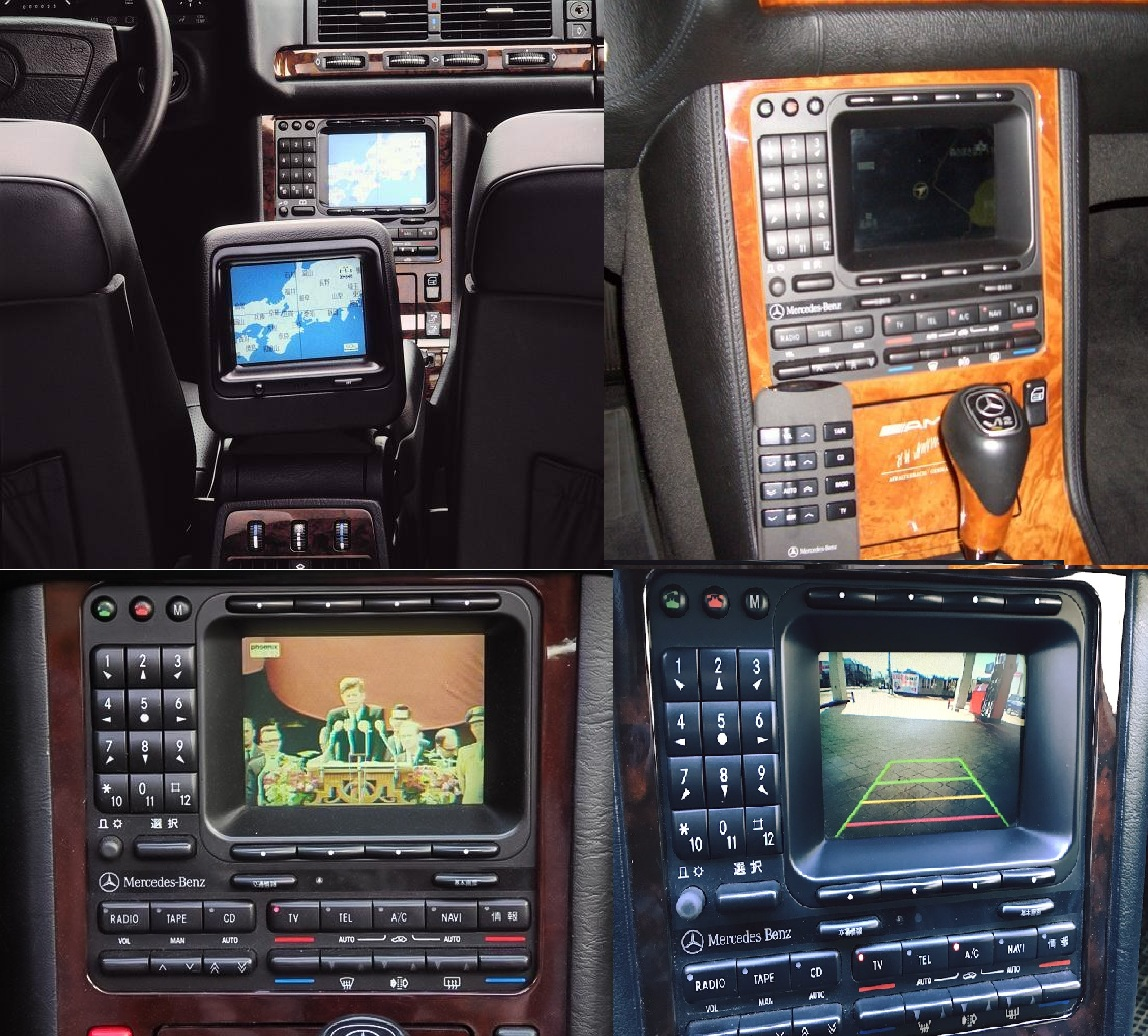
Vorgänger von COMAND in der S-Klasse, Baureihe 140, für den japanischen Markt: Navigation, TV-Empfang, Autotelefon

Comand (Eigenschreibweise: COMAND) bezeichnet verschiedene Baureihen des Infotainmentsystems von Mercedes-Benz. Das erste Modell wurde 1993 in der S-Klasse, Baureihe 140, angeboten. Es trug den Markennamen Communications- und Navigationssystem. Hiermit erschien das erste vollintegrierte Telematiksystem in der Automobilindustrie. Im Jahr 1996 wurde es um das Sprachbediensystem Linguatronic erweitert, mittels dessen die Zieleingabe und Teile der Bedienung des Systems per Sprachsteuerung funktionieren.
Seit dem Jahr 1998 wird das Infotainmentsystem unter dem Markennamen COMAND vertrieben. Die Kürzel stehen für Cockpit Management and Data System; es handelt sich dabei um eine zentrale Bedieneinheit, deren Funktionsumfang fortlaufend erweitert wurde. Je nach Entwicklungsstand der Technik und Fahrzeug wurden immer neuere Versionen des COMAND-Systems eingeführt, die im Folgenden der chronologischen Reihenfolge ihrer Einführung nach dargestellt werden.

## COMAND 2.5

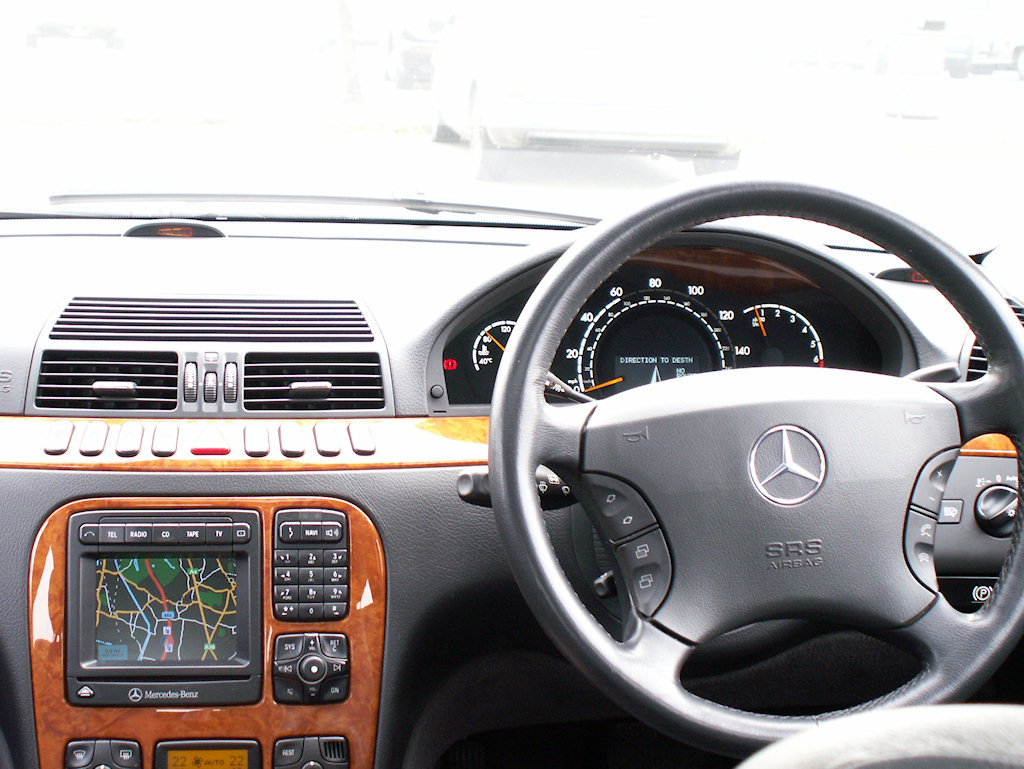
COMAND 2.5

Basierend auf den symbolbasierenden Navigationsradios APS2 & APS4 mit externem Navigationsrechner, erschien im Jahr 1998 mit der Version 2.5 das erste System dieser Art. Diese erste Generation darf nicht verwechselt werden mit der viel später erschienenen Generation COMAND APS NTG 2.5. COMAND 2.5 wurde als teilweise Sonderausstattung ausschließlich in der S-Klasse (Baureihe 220) sowie ab 1999 bei der CL-Klasse (C 215) angeboten. Die Bezeichnung 2.5 verweist darauf, dass die COMAND-Einheit die zweieinhalbfache Höhe eines DIN-Einbauschachts benötigt.
Das System vereinte die Bedienung der serienmäßigen Komponenten Radio, Cassettendeck sowie der Sonderausstattungen Navigationssystem mit 4:3-Farbmonitor in der Mittelkonsole, CD-Wechsler, Telefon und TV. Bei der Navigation erschien im Farbmonitor die Anzeige der Route, im Kombiinstrument wurden Richtungspfeile angezeigt. Optional in Verbindung mit einem Mobilfunkgerät war eine dynamische Zielführung, bei der das Gerät durch das Handy Informationen zu der aktuellen Verkehrslage empfängt und diese für die Routenführung berücksichtigt. Die Bedienung von allem erfolgt über Tasten und Drehschalter sowie einen Eingabeblock neben dem Navigationsmonitor. Die Navigationsfunktion wurde im Jahr 1998 bei der S-Klasse (W220) zu einem Listenpreis von 4.200,00 DM (heute kaufkraftbereinigt ca. 3.456 EUR) angeboten, die dynamische Zielführung kostete 1000,00 DM (823 EUR) extra.
Hersteller des Gerätes war Blaupunkt. Die Navigationsdaten bzw. das Kartenmaterial kamen von einer CD-ROM der Firma Tele Atlas, das Deutschland abdeckt. Für das Ausland waren ergänzende CDs nötig.
Im Laufe des späten Jahres 1999 (ab Oktober) wurde das CD-ROM-Leseformat auf einen neueren Stand gebracht. Die neueren Systeme erhielten den Zusatz „DX“. Das Kartenmaterial ohne Zusatz „DX“ ist – zu höherem Preise – nur bis zum Stand 2007 lieferbar, neuere Kartendaten aus 2014 sind nur noch für das DX-System lieferbar.
Das Comand 2.5 gab es in verschiedenen Hardware Versionen, die ersten Geräte hatten TMC noch extern, später wurde dies in die Headunit integriert, die nächste Version ist upgradefähig für das DX Kartenformat und die letzte Version, erkennbar an den Buchstaben auf den Zifferntasten, hat ab Werk die Fähigkeit komprimierte DX CDs zu lesen.
Das Comand 2.5 bindet den Navi Rechner, TMC und TV Modul (anfangs auch Telefon) über den Robert Bosch CAN-Bus an. Andere Erweiterungen (CD-Wechsler, Sprachsteuerung, Telefon, Teleaid, Bose Verstärker) werden über D2B Datenbus eingebunden.
Nachfolger ist das Comand 2.0 APS.

## Comand 2.0

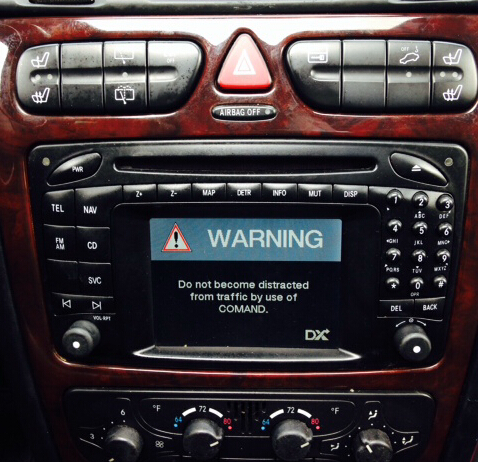
Comand 2.0 in der C-Klasse, Baureihe 203

Das Comand 2.0 wurde ebenfalls von Blaupunkt hergestellt, hat ein 4:3 Display und wurde bereits im W210 eingeführt.
Es gibt verschiedene Ausführungen für W202, W203 und R230 die sich im Wesentlichen nur durch ein anderes Bedienteil unterscheiden.
Das Comand 2.0 hat einen D2B Datenbus für Multimediaerweiterungen.

## Comand 2.0 APS
Im Rahmen des Facelifts der S-Klasse (Baureihe 220) wurde ab September 2002 ein ebenfalls von Blaupunkt kommendes System eingesetzt, jetzt erstmals jedoch mit einem 16:9-Farbbildschirm, der zudem größer ausfiel. Außerdem wurde das Cassettendeck durch einen CD-Schacht ersetzt.
Ab September 2003 wurde dieses Gerät optisch baugleich durch die Firma Siemens/VDO hergestellt und seitdem mit dem Namen COMAND APS bei der S-Klasse (Baureihe 220), dem Facelift-Modell der CL-Klasse (C 215) sowie ab 2004 bei dem neuen SL (R 230) angeboten. Als wesentliche Neuerung war bei der Navigation das Auto Pilot System (APS) Bestandteil, bei dem für die Berechnung der Route auf die Informationen des Traffic Message Channel (TMC) zurückgegriffen wird. Somit war es nicht mehr erforderlich, über ein Mobilfunkgerät aktuelle Verkehrsdaten zu empfangen, wie noch bei dem COMAND 2.5 (siehe oben). Änderungen waren zudem, dass die Navigationsdaten nun von einer DVD statt CD gelesen wurden und die Navigationsdaten von der Firma Navteq kamen. Das System wurde im Jahr 2002 bei allen Varianten der S-Klasse (W/V 220) sowie bei dem CL 500 (C 215) zu einem Listenpreis von 1500 EUR angeboten. Bei dem CL 600 (C 215) war es serienmäßig.

## COMAND APS NTG 1

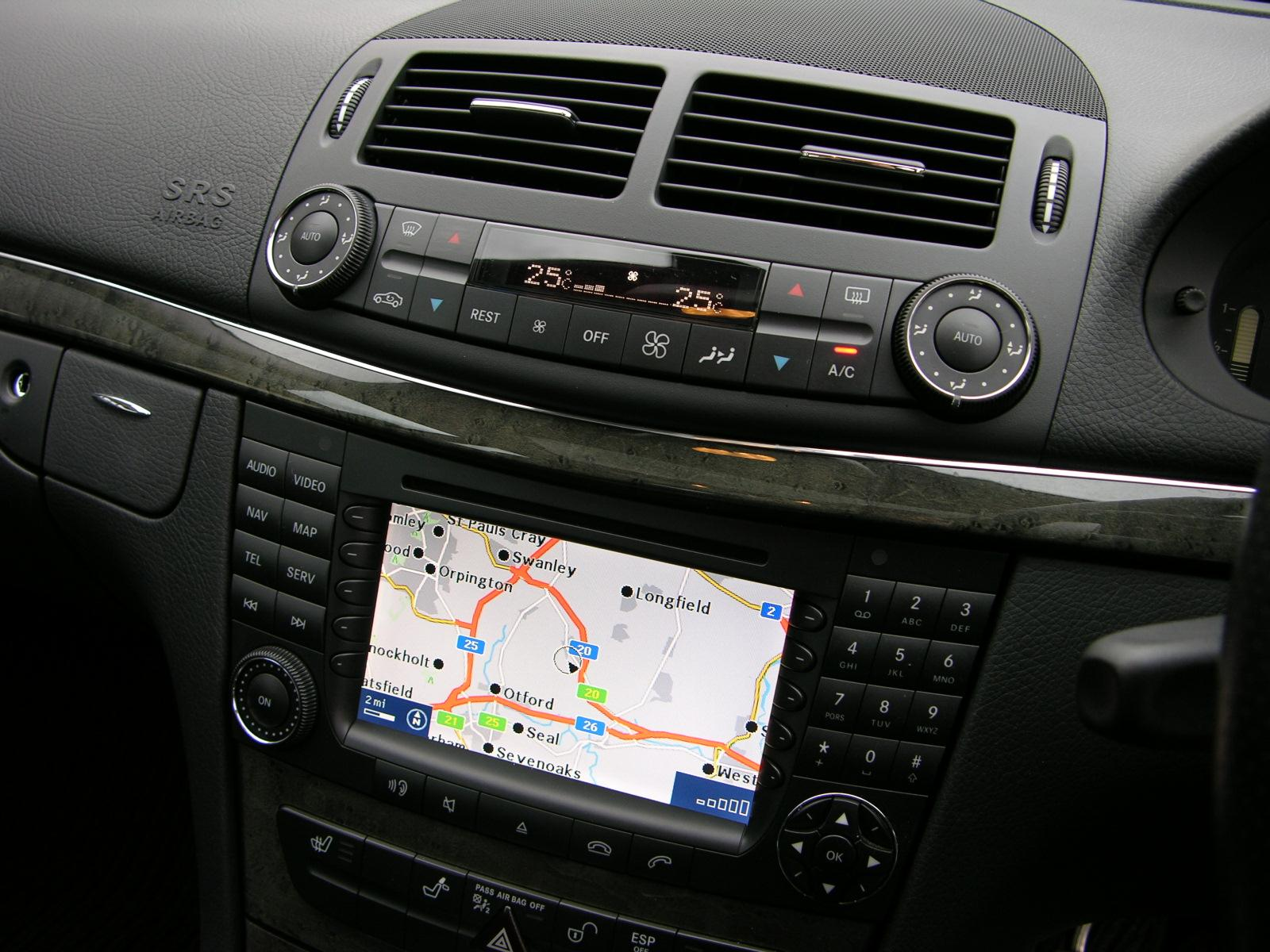
COMAND APS NTG 1 in der E-Klasse (Baureihe 211)

Im Jahr 2003 wurde in der E-Klasse (Baureihe 211) mit der Version NTG 1 ein ganz neues Gerät als Sonderausstattung eingeführt. Das Kürzel „NTG“ steht dabei für „Neue Telematik Generation“. Im ersten Jahr der Einführung der neuen Limousine stand wegen Lieferproblemen das System noch nicht zur Verfügung, sodass nur auf das kleinere Navigationssystem APS 50 mit Pfeildarstellung als Sonderausstattung zurückgegriffen werden konnte. Erst mit Einführung des T-Modells im Sommer 2003 konnte das COMAND APS NTG 1 bestellt werden.
Die Kartendarstellung erfolgte über ein 6,5-Zoll-Farbdisplay im 16:9-Format. Wesentliche Neuerung war zum einen, dass sich der Rechner für die Navigation nun nicht mehr in dem Gerät selbst, sondern seitlich im Kofferraum hinten links befand. Zum anderen erfasste die DVD nun erstmals die Daten von ganz Europa. Weiter waren auch Points of Interest vorhanden, wie zum Beispiel Tankstellen, Restaurants, Hotels oder Postämter in der Nähe. Im Handschuhfach befand sich darüber hinaus ein Aux-In-Anschluss für externe Geräte. Optional war im Stand ein analoger, ab 2005 auch digitaler (DVB-T), Fernsehempfang möglich. Für die E-Klasse (W/S 211) wurde das System zu einem Listenpreis von 2520,00 EUR angeboten. Hersteller war die Firma Becker; die Navigationsdaten kamen von der Firma Navteq.
Später fand dieses Gerät auch bei den Modellen SLK (R 171) sowie der CLS-Klasse (C 219) Einzug.
Im Jahr 2003 wurde für das COMAND APS NTG 1 das Mercedes-Benz Portal eingerichtet, dessen Dienste aber nach wenigen Jahren wieder eingestellt wurden. Mittels des Portals konnte man von dem COMAND-System aus, über PDAs, von einem PC oder auch über einen Call-Center zentral auf eigene Daten wie Kalender, E-Mails oder SMS zugreifen. Dieser Dienst war überwiegend für Geschäftsleute konzipiert.

## COMAND APS NTG 2
Mit Einführung der A-Klasse (Baureihe 169) und dem Facelift der C-Klasse (Baureihe 203) im Jahr 2004 wurde mit dem COMAND APS NTG2 ein sehr ähnliches aussehendes System als Sonderausstattung angeboten. Als entscheidende Änderung befand sich der Navigationsrechner nun nicht mehr im Kofferraum, sondern im Gerät selbst. Zudem kamen die Navigationsdaten von der Firma Tele Atlas.
Ab dem Jahr 2005 wurde dieses Gerät auch bei dem Facelift der CLK-Klasse (Baureihe 209) sowie der neuen M-Klasse (W 164) und der neuen B-Klasse (T 245) optional angeboten. Später wurde es außerdem noch in der R-Klasse (W 251) im Vito/Viano (W 639) und im Sprinter (W 906) angeboten.
Ebenso wie NTG 1 wurden auch die Geräte dieser Generation von der Fa. Harman/Becker entwickelt und hergestellt.

## COMAND APS NTG 3
Mit der S-Klasse (Baureihe 221) im Jahr 2005 wurde ein ganz neu entwickeltes System eingeführt. Ab 2006 fand es auch in der neuen CL-Klasse (C 216) Verwendung.

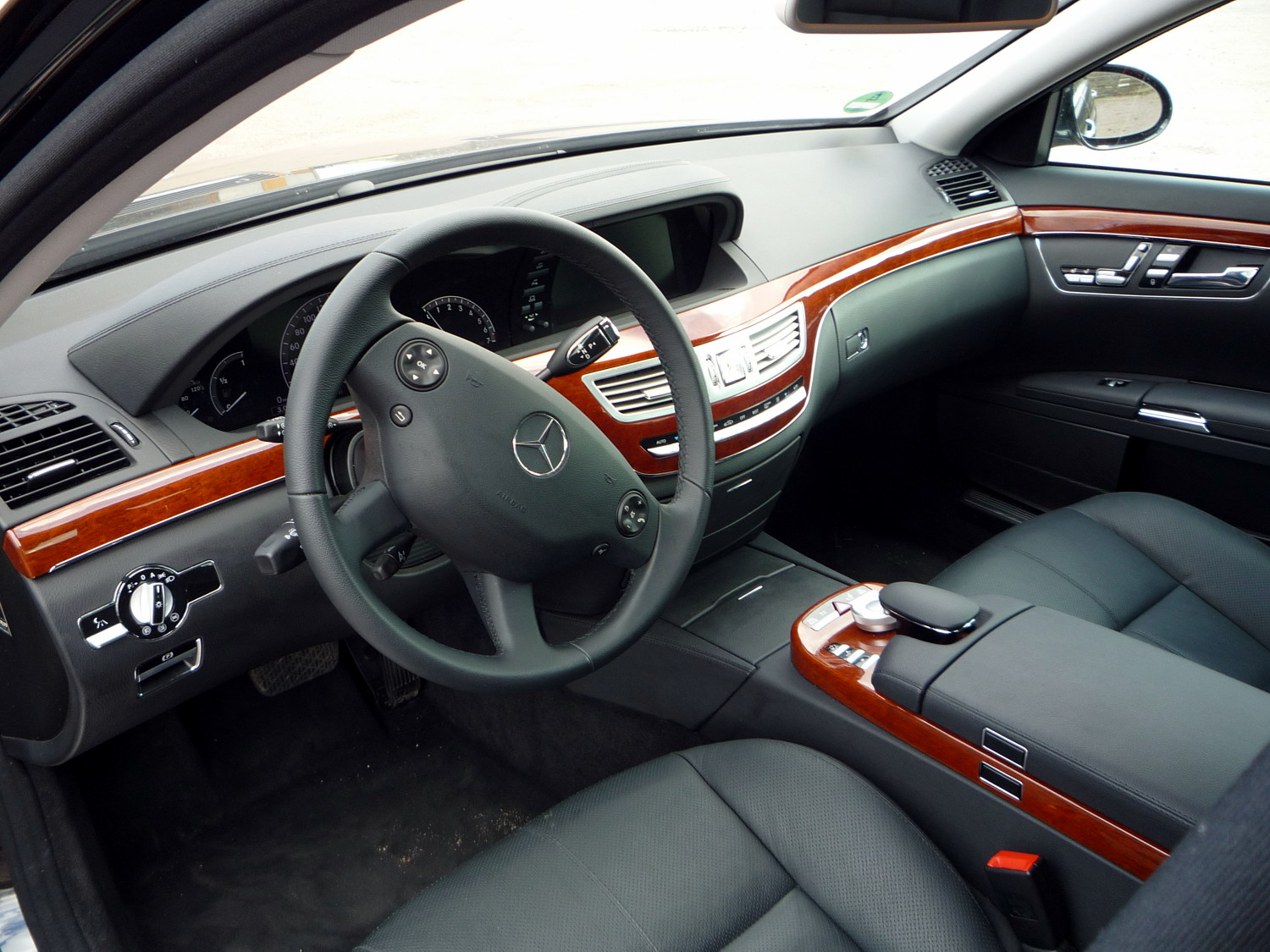
COMAND APS NTG 3 in einer S-Klasse (W 221) mit dem feststehenden Monitor und dem Controller zur Bedienung in der Mitte.

Erstmals gab es eine vollständige Integration in die Innenausstattung des Fahrzeugs. Der 8-Zoll-Farbbildschirm im 16:9-Format befand sich nicht mehr in der Mittelkonsole, sondern wesentlich weiter oben als bisher sowie rechts von dem Kombiinstrument und damit im Sichtfeld des Fahrers. Die Bedienung erfolgte über einen in der Mittelarmlehne positionierten Dreh-Drück-Schiebe-Steller, mit welchem einhändig alle Funktionen bedient werden konnten. Zusätzlich zu dem Bediensteller waren sieben Tasten vorhanden – drei zur Menüschnellwahl, eine ON-Taste, eine Favoritentaste (frei programmierbar), eine Return-Taste (Schnellrückkehr zur vorherigen Menüebene) sowie eine Stummschaltungstaste und außerdem ein Lautstärkenregler. Die Navigationsdaten lud das System erstmals nicht mehr von einer DVD, sondern von einer 2,5-Zoll-Festplatte. Dies beschleunigte die Routenberechnung wesentlich. Weitere Massenspeicher konnten über die PCMCIA-Schnittstelle eingebunden werden. Die Navigationsdaten kamen von Navteq. Das Sprachbediensystem Linguatronic war getrennt lieferbar.
Optional wurden für die Fondpassagiere zusätzlich zwei in die Kopfstützen der Vordersitze integrierte Bildschirme angeboten, mit denen – unabhängig voneinander – das ganze Unterhaltungsprogramm, entweder per Innenraum-Lautsprecher oder per Kopfhörer, abgerufen werden kann. Zur Bedienung wurde ein zweiter Bediensteller in der hinteren Mittelarmlehne verbaut.
Ebenso wie NTG 1 und NTG 2 ist der Lieferant und Entwickler dieser Generation die Fa. Harman/Becker.

## COMAND APS NTG 3.5
Zu der Modellpflege der S-Klasse (W/V 221) im Jahr 2009 wurde die Festplatte auf 7,2 GB erweitert, und das Sprachbediensystem Linguatronic ist seitdem Paketbestandteil, sodass Audio, Telefon und Navigation über Sprachbefehl gesteuert werden können. Das System wird für 2050,00 EUR angeboten, bei einigen Motorisierungen der CL-Klasse (C 216) ist es serienmäßig. Neu ist Splitview (Bestandteil des Entertainment-Paket vorne), mit dem auf dem Monitor für Fahrer und Beifahrer unterschiedliche Inhalte angezeigt werden können, wobei jeder nur sein eigenes Bild sieht. Somit ist es möglich, dass der Fahrer die Karte mit der Landschaft sieht und der Beifahrer einen Film ansehen kann.
Lieferant der COMAND APS NTG 3.5 ist wieder die Fa. Harman/Becker.

## COMAND APS NTG 2.5

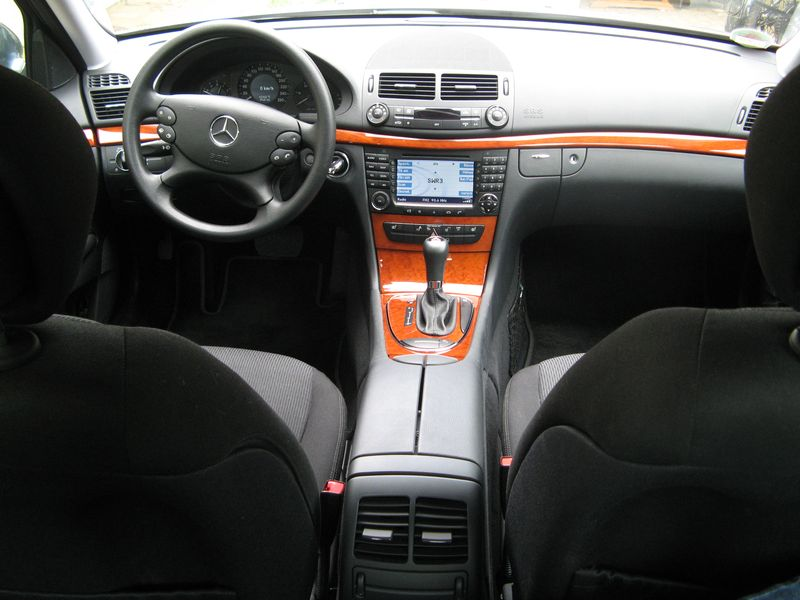
COMAND APS NTG 1 in einer E-Klasse (W 211) mit eingestelltem Radiosender.

Ab April 2008 wurde, zunächst in der E-Klasse (W/S 211) und CLS (W219) MoPf (Facelift), das Comand in der Version NTG 2.5 eingeführt. Optisch gab es bei den Tasten einige Veränderungen, unter anderem gab es nun auch einen Dreh-Drück-Schiebe-Steller, allerdings auf dem Gerät selbst und nicht in der Mittelarmlehne. Optisch wurde das Layout des Menüs an das Aussehen der Version NTG 3 angepasst. In technischer Hinsicht entfiel der Navigationsrechner im Kofferraum; nun stand auch Bluetooth-Funktionalität zur Verfügung. Nach und nach ersetzte diese Version alle bisherigen NTG 1- sowie NTG 2-Modelle in den einzelnen Baureihen.
Erkennen kann man das Comand 2.5 gegenüber dem 1.0 an dem vorhandenen Schacht für eine SD-Karte. Außerdem fehlen beim 2.5er die 10 „Displaytasten“ im Rahmenbereich des Bildschirms.
Lieferant von Comand NTG 2.5 ist Alpine Electronics.

## COMAND APS NTG 4
Bei der C-Klasse (Baureihe 204) kann seit 2007 als Sonderausstattung die Version NTG 4 bestellt werden. Neuerungen waren neben der bisherigen 2D-Sicht eine sogenannte Birdview-Variante, bei der seitlich in die Landkarte hineingeguckt werden kann. Zudem sind einige Sehenswürdigkeiten dreidimensional sichtbar. Die automatische Stauberücksichtigung erfolgt über TMC Pro und als Speicher steht eine Festplatte zur Verfügung (6 GB Speicherplatz für eigene Audiodateien). Wesentlicher Unterschied bei der C-Klasse (Baureihe 204) zu dem NTG 3-System ist, dass es rechts von dem Kombiinstrument keinen feststehenden Navigationsmonitor gibt, sondern einen elektrisch ausklappbaren 7-Zoll-Farbbildschirm. Die Bedienung erfolgt über einen Dreh-Drück-Schiebe-Steller. Auf der Festplatte für Navigationsdaten können zusätzlich bis zu 500 Musikdateien im MP3-Format gespeichert werden, zudem ist ein PCMCIA-Steckplatz vorhanden. Das Gerät wird von Mitsubishi Electric hergestellt und die Navigationsdaten kommen von Navteq. Seit 2008 wird das System optional auch in der neuen GLK-Klasse (X 204) angeboten.

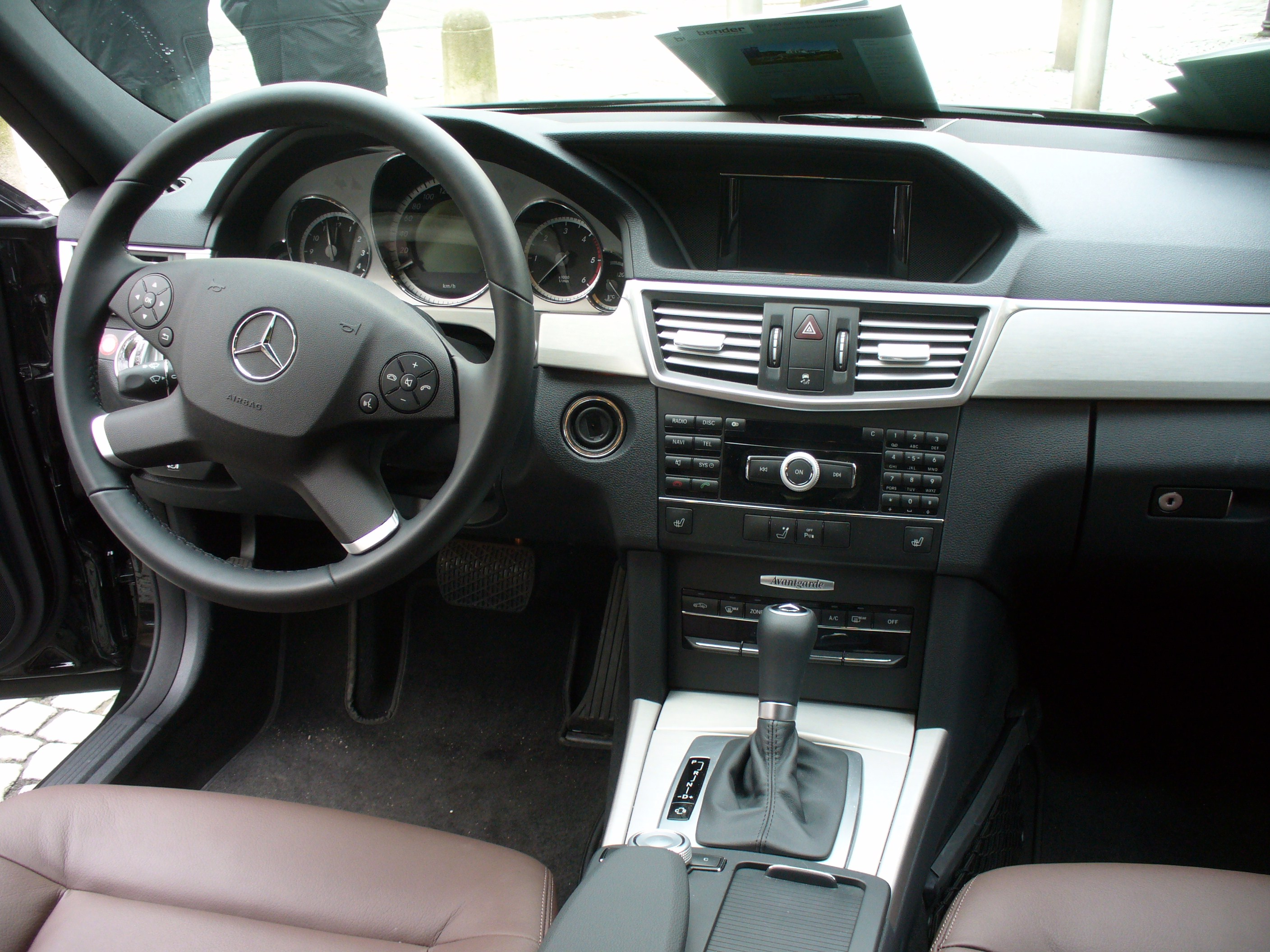
COMAND APS NTG 4 in einer E-Klasse (W 212) mit Controller zur Bedienung und feststehendem Monitor.

Von März 2009 bis Juni 2011 wurde das System als Sonderausstattung in der neuen E-Klasse (W/S 212) sowie dem E-Klasse Coupé (C 207) und E-Klasse Cabriolet (A 207) angeboten. Im Unterschied zur C-Klasse (Baureihe 204) ist ein feststehender Navigationsmonitor oberhalb der Mittelkonsole vorhanden. Allerdings stammen die Navigationsdaten nunmehr von Teleatlas. Das Sprachbediensystem Linguatronic ist nun Bestandteil von Comand. Audio, Telefon und Navigation können über Sprachbefehle gesteuert werden. Für die E-Klasse (W/S 212) kostet das System 2560 EUR (netto).
Das COMAND APS NTG4 der Baureihen 212/207 ist zwar funktional identisch mit den Geräten aus den Baureihen 204, allerdings technisch verschieden. So ist bei den E-Klasse Fahrzeugen eine Aktivierung von Bluetooth-Audiostreaming möglich, welches nach einem Firmwareupdate auch relativ gut funktioniert.
Von Januar 2011 bis Juni 2011 wurde das System als Sonderausstattung in dem CLS (C 218) angeboten.

## COMAND Online NTG 4.5
Mit der Modellpflege bei der C-Klasse (W/S 204) kann seit Januar 2011 als Sonderausstattung die Version NTG 4.5 unter der geänderten Nomenklatur COMAND Online zu einem Preis von 2580 EUR (netto) bestellt werden. Dabei wird rechts vom Kombiinstrument ein feststehender Navigationsmonitor wie bei der E-Klasse (W212) anstelle des bisher elektrisch ausklappbaren Bildschirms verbaut. Es handelt sich um ein TFT Farbdisplay mit 17,8 cm Display-Diagonale und einer Auflösung von 800×480 Pixel. Das Radio hat einen RDS/Doppeltuner und TMC-Tuner sowie einen Verkehrsfunkdecoder (TP/TA). Als Laufwerke stehen ein DVD-/CD-Kombinationslaufwerk und ein SD-Speicherkarten-Steckplatz (bisher PCMCIA-Steckplatz) zur Verfügung. Das MUSIC REGISTER für komprimierte Audio-Dateien im MP3- und WMA-Format wird um 4 GB auf nun 10 GB vergrößert. Ein USB- und AUX-IN-Anschluss befindet sich im Ablagefach der Mittelkonsole. Neu ist zudem ein Geschwindigkeitslimit-Assistent, welcher mit einer Kamera ausgeschilderte Geschwindigkeitsbegrenzungen erkennt, mit den Kartendaten der Navigation abgleicht und auf dem Bildschirm anzeigt.
Eine weitere wesentliche Neuerung ist die Online-Funktionalität des Systems, d. h. im Stand konnte bis 05/2020 das Internet via Webbrowser genutzt werden (Webbrowser wird nicht mehr unterstützt). Außerdem sind drei Dienste enthalten, welche auch während der Fahrt benutzt werden können: Wetterdienst, Google-Suche (beliebige Ziele können gesucht und dann annavigiert werden) sowie Routen und Ziele (aus dem Internet, zum Beispiel über Google Maps kann ein Ziel oder eine Fahrtroute direkt ins Auto geschickt werden). Auch Webradio ist möglich (TuneIn-Login wird unterstützt, geht aber auch ohne) Für die Online-Funktionalität ist die Verbindung via Bluetooth zu einem Mobiltelefon mittels des DialUp Networking Profils (DUN) notwendig oder des Personal Area Network Profils (PAN). Mit Hilfe der Sonderausstattung Mercedes-Benz Telefon-Modul kann COMAND Online mit einem integrierten UMTS Telefonmodul mit Kartenslot für SIM-Karte ausgerüstet werden.
Seit März 2011 ist das System in der neuen SLK Klasse (R 172) als Sonderausstattung bestellbar.
Bei der E-Klasse (W/S 212, C/A 207) und dem CLS (C 218) erfolgte im Juli 2011 eine Umstellung von dem bisher als Sonderausstattung verbauten COMAND APS NTG 4 auf COMAND Online NTG 4.5 mit den vorab beschriebenen Funktionserweiterungen. Das Kartenmaterial wird zudem von Teleatlas auf Navteq umgestellt. Ebenfalls seit Juni 2011 ist das C-Klasse Coupé (C 204) und die neue Baureihe (W/V 166) der M-Klasse mit dem COMAND Online NTG 4.5 erhältlich.
Mit dem umfassenden Facelift des Interieurs der Baureihe W 463 wird „COMAND Online NTG 4.5“ ab Juni 2012 serienmäßig in der G-Klasse verbaut.

## COMAND Online NTG 5

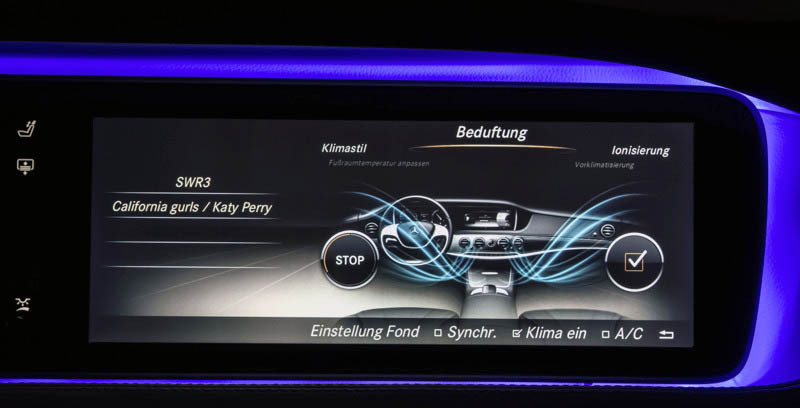
Mercedes-Benz Baureihe 222 COMAND Online NTG5.0

Mit der Einführung der S-Klasse der Baureihe 222 findet erstmals die Version NTG 5 Anwendung. Ein Charakteristikum sind die zwei jeweils 12,3 Zoll großen LCD-Bildschirme.
Lieferant der COMAND Online 5 ist die Fa. Harman/Becker.
Seit NTG 4.5 ist das Comand mit „Live Traffic Information“ ausgestattet, das Echtzeit-Verkehrsdaten von TomTom verarbeitet. Allerdings beherrscht auch das Comand NTG 5 zumindest in Deutschland nur die räumliche Auflösung der BASt-Tabelle von TMC, so dass eigentlich verfügbare Verkehrsmeldungen über Staus oder Straßensperrungen außerhalb der Autobahnen und Bundesstraßen häufig nicht angezeigt werden können.
In der E-Klasse Mercedes-Benz Baureihe 212 wurde das NTG 5 in der Version 5.1 mit dem Modelljahrgang 2016 (Verkaufsfreigabe 15. Januar 2015) eingeführt. Mit NTG 5.1 ist das 10 GB Musikregister entfallen.
Mit der neuen Baureihe 213 wurde NTG 5.5 vorgestellt, welche nun Car2Car Communication beherrscht. Auch wurden erstmals unterschiedliche Anzeigestile für das optionale volldigitale Fahrerdisplay realisiert. So stehen Classic, Progressive und Sport zur Auswahl. Am Lenkrad finden sich anstelle von Tasten nun zwei Touchfelder, mit denen man das System steuern kann.

## MBUX NTG 6

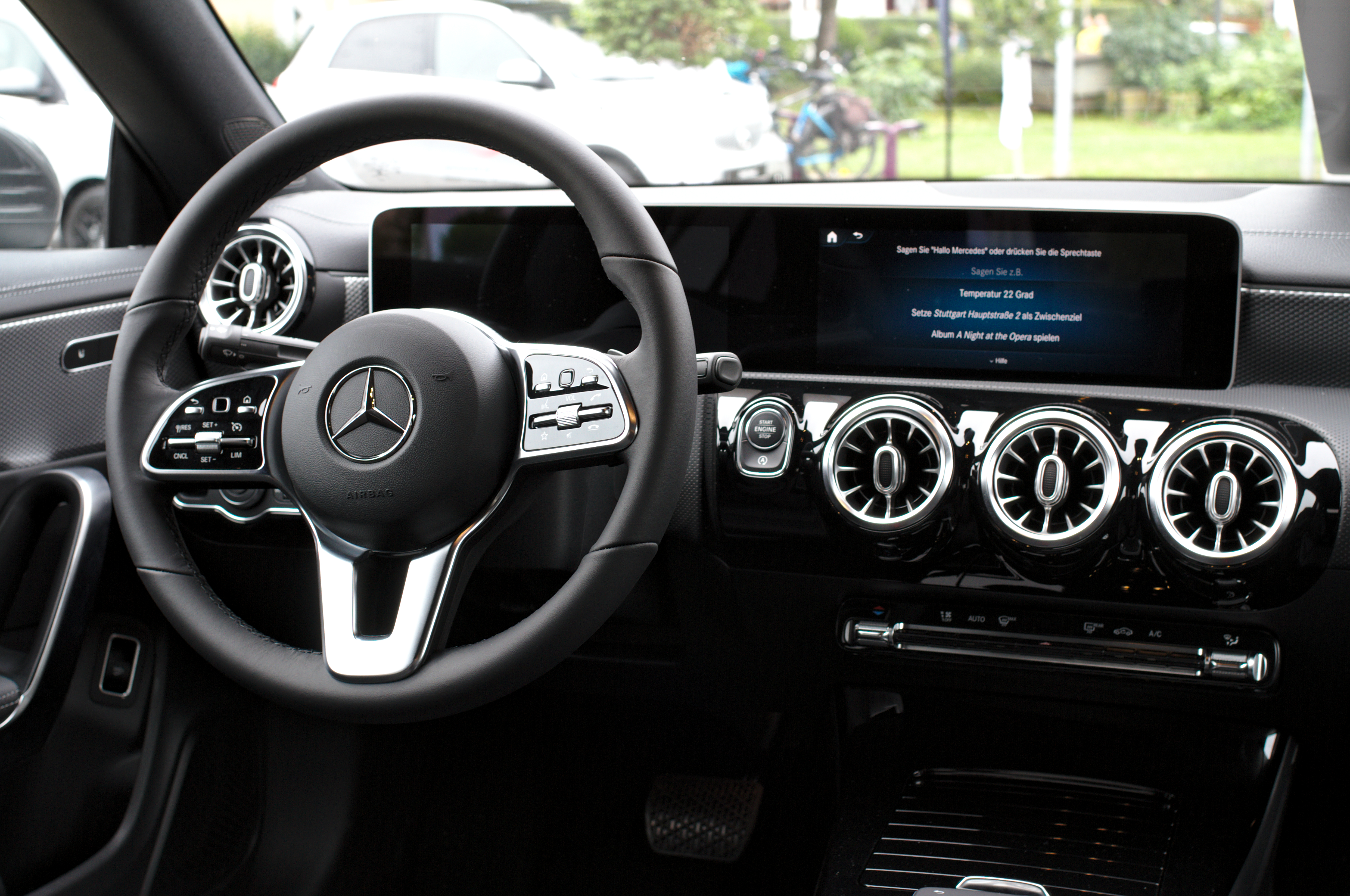
MBUX im Mercedes-Benz C118.

Zur Einführung der A-Klasse der Baureihe 177 entfällt der Name COMAND und wird durch den übergreifenden Begriff MBUX (für Mercedes-Benz User Experience) ersetzt. MBUX ist in der Basis vorhanden und enthält unter anderem sogenannte MBUX Basisdienste, wie Wartungs-, Unfall-, Pannenmanagement sowie Fahrzeugferndiagnose und Telediagnose. Gegen Aufpreis sind Funktionen wie CarPlay und Android Auto oder eine Navigation erhältlich.
Erstmals ist auch eine sogenannte Augmented Reality-Funktion erhältlich, bei der ein von der Frontkamera aufgenommenes Bild mit Navigationshinweisen, wie Richtungspfeile und Hausnummern, erweitert wird.
Ein Novum stellt die überarbeitete Sprachsteuerung mit künstlicher Intelligenz dar. Aktiviert wird diese mit dem Aktivierungswort „Hey Mercedes“. Über sie können verschiedene Befehle gegeben werden, ohne dabei wie bisher auf festgelegte Phrasen zurückzugreifen. Selbst Sätze wie Mir ist kalt werden erkannt und die Temperatur erhöht. Sie wird auch über Funk mit neuen Befehlen aktualisiert. Die Spracherkennung erkennt auch, ob der Fahrer oder der Beifahrer spricht.
Neu ist auch, dass Funktionen, die ursprünglich nicht in der Fahrzeugkonfiguration enthalten waren, per Software nachgerüstet werden können. Diese On-demand-Dienste umfassen zum Beispiel das Digitalradio oder die Navigation.
Mit dem EQC wird ein neuer Menüpunkt (EQ) eingeführt, der unter anderem Ladeeinstellungen, Verbrauchsinfos und Energieflüsse angezeigt.
Gesteuert wird MBUX entweder durch die Touchfelder am Lenkrad, ein Touchpad mit haptischem Feedback und nun auch direkt per Touchscreen. Der bisherige Dreh-Drück-Schiebe-Steller entfällt somit.

## MBUX NTG 7
Die zweite Generation von MBUX wurde mit der Baureihe 223 der S-Klasse eingeführt. Weitere Fahrzeuge sind die Baureihe 206 der C-Klasse, sowie batterieelektrisch angetriebenen Fahrzeuge unter der Submarke Mercedes-EQ der EQE (V 295), EQS (V 297) und EQS SUV (X 296).
Zur Serienausstattung gehört ein Fahrer-Display und ein OLED-Zentral-Display. Das Fahrer-Display wird ausschließlich über das linke Touchpad am Lenkrad bedient. Das Zentral-Display ist ein Touchscreen und wird wahlweise durch Berühren und Gesten oder über das rechte Touchpad am Lenkrad bedient. Ein Touchpad in der Mittelkonsole wie beim Vorgänger MBUX NTG 6 ist nicht vorhanden.
Für Fahrzeuge der Oberen Mittelklasse (u. a. EQE) und der Oberklasse (u. a. S-Klasse, EQS und EQS SUV) ist gegen Aufpreis ein TV-Tuner (865) erhältlich. Dieser unterstützt DVB-T, DVB-T2, ISDB-T und T-DMB und entschlüsselt Sender über ein CI+ Modul das in den Einschub im Handschuhfach gesteckt wird. Über das Zentral-Display kann man im Stand Fernsehen.
Bei Fahrzeugen mit gegen Aufpreis erhältlichen MBUX Hyperscreen (PAG) anstelle des Display-Paket (PAI) gibt es noch ein drittes OLED-Beifahrer-Display (860) über das Anwendungen wie Navigation, Telefon, Medien bedient werden können. Beispielsweise kann der Beifahrer die Routenplanung beeinflussen. Durch das Zero-Layer (Null-Ebene) Konzept soll die Bedienung verbessert werden, indem statt Untermenüs die wichtigsten Anwendungen wie Navigation und Telefon situativ und auf den Kontext bezogen auf der obersten Ebene im Blickfeld angeboten werden. Über 20 weitere Funktionen werden mit Hilfe von Künstlicher Intelligenz bei Bedarf angezeigt. In den Einstellung Hauptansicht (Home Screen) kann zwischen Zero-Layer und Klassisch also dem Vorgänger MBUX NTG 6 gewechselt werden. Durch Eye-Tracking des Fahrers sollen auch dynamische Inhalte wie Videos, TV oder Internet auch während der Fahrt möglich sein und das Beifahrer-Display ggf. abdunkeln.
Ebenfalls gegen Aufpreis erhältlich ist das MBUX High-End Fond-Entertainment (854) welches zwei an der Rückseite der vorderen Sitze montierte 11,6 Zoll Displays mit Touchscreen beinhaltet. Auch hier kann auf die wichtigsten Funktionen zugegriffen werden, die Navigation beeinflusst oder während der Fahrt Dynamische Inhalte wie Videos und Fernsehen über den optional erhältlichen TV-Tuner (865) konsumiert werden.
Über das optional erhältliche 7 Zoll MBUX Fond-Tablet mit Android, welches über WLAN mit dem Fahrzeug verbunden ist, kann der Inhalt des MBUX High-End Fond-Entertainment gespiegelt und bedient werden, das Internet und Apps genutzt und Dynamischer Inhalte wie Videos und Fernsehen vom TV-Tuner (865) angesehen werden.